# Cote de Pablo
Maria José de Pablo (Santiago, 12 de novembro de 1979), mais conhecida como Cote de Pablo é uma atriz chilena, mais conhecida por seu trabalho como Ziva David em NCIS.

## Filmografia

### Televisão
| Ano                 | Filme                         | Papel               |
| ------------------- | ----------------------------- | ------------------- |
| 2015                | The Dovekeepers               | Shirah              |
| 2014                | The 33                        | Jéssica Vera        |
| 2005-2013 2019-2020 | NCIS                          | Ziva David          |
| 2004                | The Jury                      | Marguerite Cisneros |
| 2001                | The Education of Max Bickford | Gina                |
| 1994                | Control                       | co-apresentadora    |